# 7336-os mellékút (Magyarország)
A 7336-os számú mellékút egy több mint 15 kilométer hosszú, négy számjegyű országos közút-szakasz Zala vármegyében; Keszthely térségét kapcsolja össze Zalaszentgróttal, feltárva az útba eső néhány kisebb települést is.

## Nyomvonala
A Keszthelyi járáshoz tartozó Karmacs külterületén, a településtől messze északra indul, a 7331-es útból letérve, annak 5,700-as kilométerszelvényénél nyugat-északnyugat felé, delta csomóponttal kiágazva (a delta délnyugati ága önállóan számozódik, 73 605-ös számmal). 500 méter után már a Zalaszentgróti járásban fekvő Zalaszentlászló területére ér és délnyugati irányt vesz. 2,4 kilométer után eléri Zalaköveskút határát – ott ágazik ki belőle keleti irányban a település felé vezető 73 181-es út –, de nem lép be zalaköveskúti területre, ehelyett nyugatnak fordul.
6. kilométerénél, Zalaszentlászló beépített területének déli szélén beletorkollik délről, Kehidakustány kustányi településrésze felől a 7335-ös út, amely ugyancsak szinte pontosan 6 kilométer megtételén van túl. Innen a 7336-os északnak fordul, tehát a 7335-ös út irányát viszi tovább, a település főutcájaként húzódva: Gyülevész településrészen előbb Széchenyi István utca, majd Hunyadi János utca néven; északabbra Rákóczi Ferenc utca, a település legészakibb szakaszán pedig Kossuth Lajos utca nevet viselve. 7,5 kilométer után hagyja el a település belterületét, majd a 8,400-as kilométerszelvényénél kiágazik belőle kelet felé a 73 201-es út: ez a 3 kilométernél kicsivel rövidebb út a zsákfalunak számító Sényére vezet.
9. kilométere táján éri el Zalaszentgrót közigazgatási területének déli szélét; egy kis szakaszon határvonalon halad, majd teljesen belép a város területére. 9,5 kilométer után éri el a városhoz csatolt Zalaudvarnok első házait, itt a Hévízi út nevet viseli, majd a 11. kilométer után egy szakaszon ismét külterületen halad. Közben kicsit nyugatabbi irányt vesz, így torkollik bele, a 12,500-as kilométerszelvényénél kelet felől a Kisgörbőről induló 7334-es út, amely 6 kilométer után ér itt véget.
13. kilométerénél éri el Zalaszentgrót házait, ahol Balatoni utca a neve, a város központjában pedig a Batthyány Lajos utca nevet veszi fel és egészen nyugati irányba fordul. 14,5 kilométer után kiágazik belőle észak felé a 7353-as út, majd hamarosan kilép a belvárosból és a 15. kilométerénél keresztezi a Zala folyását. Az út a Zala túlpartján fekvő Aranyod városrészben ér véget, beletorkollva az észak-déli irányban húzódó 7352-es útba, annak 24,600-as kilométerszelvénye közelében.
Teljes hossza, az országos közutak térképes nyilvántartását szolgáló kira.gov.hu adatbázisa szerint 15,192 kilométer.

## Települések az út mentén
- (Karmacs)
- (Zalaköveskút)
- Zalaszentlászló
- Zalaudvarnok
- Zalaszentgrót
- Aranyod

## Története
Zalaszentgrót térsége az eddig előkerült leletek tanúsága szerint az ókori Római Birodalom idején és a honfoglalás idején is lakott volt; a Zalán már évszázadokkal ezelőtt hídja lehetett, amely valószínűleg vámhely is volt. Erről 1247-ben egy adományozási iratban esik szó, amikor Szentgróti Dénes nádor a türjei monostornak adta. Hídját 1749-ből is említi egy történeti forrás.
Zalaszentlászlónál is volt híd a keleti és a nyugati part útjai között a Zalán, amely 1408-ban ugyancsak vámszedőhely volt.
Az út zalaszentgróti szakaszán 1844-1846 között épült az a műemlék kőhíd, amely ma is látható, köszönhetően annak, hogy 1945-ben – a környék több más hídjával ellentétben – megúszta a felrobbantást; később, amikor 1975-ben az utat új (a jelenlegi) nyomvonalra kívánták áthelyezni új híd építésével, akkor a helyi lakosság nem engedte lebontani; 2001-ben pedig, miután előtte pénzhiány miatt évtizedekig elmaradt a karbantartása, egy komolyabb összefogás eredményeként felújításon esett át.
A négy íves nyílással épült kőhíd pár lépésnyire északra látható az új hídtól, és a Zala szabályozása óta víz sem folyik alatta, mert a folyó medrét kicsivel nyugatabbra terelték (de vannak elképzelések arra, hogy egy kerékpároshíd hozzátoldásával újra bekapcsolják a térségi forgalomba).
1945-ös megmenekülése a helyi legenda szerint egy Haldam Hatamov vagy hasonló nevű, hősies viselkedésű, önfeláldozó szovjet katonának köszönhető; 1965-ben a városi tanács az illetőről nevezte el a kőhidat és emléktáblát is elhelyeztek rajta (ami a rendszerváltás körüli időszakban eltűnt onnan). Egy későbbi kutatás során kétségek merültek fel a Hatamov személyét érintő adatok pontossága, halálozási körülményei és zalaszentgróti szerepe körül. Ezek alapján sem kizárt, hogy Hatamov akár egyszemélyi hős is lehetett, de inkább tűnik úgy, hogy annak a hidász katonai egységnek egyik tagja volt, amely gyors ide érkezésével valóban megmenthette ezt a hidat, de a város egy másik hídjánál, aknagránát-támadás miatt, polgári személyekkel együtt megsemmisült.
Ismert az is, hogy a kőhíd helyén 1844 előtt, már a 18. században is állt egy fából ácsolt átkelőhely, melyet a Batthyány család tartott fenn, és vámhídként szolgált.
Az 1935-ben tervezett 87-es főútnak eredendően részét képezte volna az útszakasz, hiszen azt Lövőtől, a 84-es útból kiágazva Sopronhorpács irányában Kőszegig, onnan Szombathely, Rum, Mikosszéplak, Zalaszentgrót, Karmacs, Hévíz érintésével Keszthelyig építették volna ki, de erre megfelelő mennyiségű pénz nem gyűlt össze, mivel Ausztria kizárólag a Bécs és a Balaton közti legrövidebb összeköttetést, azaz a 84-es főutat támogatta anyagilag, így a főútnak csak a Kőszeg-Szombathely-Rum-Kám szakasza készült el.

## Hídjai
Két jelentősebb hídja van, egy harmadik híd pedig szorosan hozzátartozik az út történetéhez, de ma már használaton kívüli, ipartörténeti műemlék. Ezek az alábbiak:
- a 13+821 kilométerszelvényében a zalaszentgróti Nádas-patak-híd, ez 1940-ben épült monolit vasbetonlemez szerkezettel, nyílásköze 3,0 méter, teljes szerkezeti hossza 4,0 méter;
- a 14+960 kilométerszelvényében a zalaszentgróti egykori Zala-híd, amely 1846-ban épült kőhídként, mederkorrekció miatt ma már nincs igazi hídfunkciója;
- a 14+961 kilométerszelvényében Zalaszentgrót jelenlegi Zala-hídja, amely 1975-ben épült EHG tartós keresztfeszítéssel, legnagyobb nyílásköze 22,0 méter, teljes szerkezeti hossza 115,2 méter.[5]